# HP TouchPad
HP TouchPad è un tablet computer prodotto e disegnato da Hewlett-Packard in grado di riprodurre contenuti multimediali e di navigare su Internet.
È stato lanciato il 1º luglio 2011 negli Stati Uniti, il 15 dello stesso mese, in buona parte dell'Europa occidentale e in Australia.
Utilizza il sistema operativo webOS, sviluppato da Palm Inc fino all'avvenuta acquisizione di HP per 1,2 miliardi di dollari.
Il 18 agosto 2011, a sole sette settimane dal lancio sul mercato dell'Hp TouchPad, Hewlett-Packard annunciò la sua intenzione di fermare la produzione di tutti i dispositivi WebOs. In seguitò a ciò, il prezzo dei modelli rimanenti subì una sostanziale riduzione.